# Stokoeanthus
Stokoeanthus es un género con una especie, Stokoeanthus chionophilus, de planta   perteneciente a la familia Ericaceae. 
Está considerado un sinónimo del género Erica. 